# 1486 Marilyn
1486 Marilyn este un asteroid din centura principală, descoperit pe 23 august 1938, de Eugène Delporte.